# Klass B 1961
L'edizione 1961 della Klass B fu la 22ª della seconda serie del campionato sovietico di calcio.

## Stagione

### Formula
La formula del torneo subì leggeri cambiamenti rispetto alla stagione precedente: innanzitutto il numero di squadre incrementò leggermente, passando da 142 a 147. Infatti a fronte della promozione del Trud Voronež e della mancata iscrizione di Avangard Kolomna, Zarja Dzeržinsk, Progress Zelenodol'sk, Metallurg Kamensk-Ural'skij, Sibsel'maš Novosibirsk, Urožaj Minsk, Vierul Chișinău, Burevestnik Tbilisi e Spartak Alma-Ata, vi fu l'arrivo della neo retrocessa Kryl'ja Sovetov Kujbyšev e l'iscrizione di 14 nuovi club.
Le 147 squadre erano divise in tre sotto tornei, su base geografica:
- Russia:
  - Girone 1: 13 squadre, incontri di andata e ritorno per un totale di 24 partite per squadra.
  - Girone 2: 13 squadre, incontri di andata e ritorno per un totale di 24 partite per squadra.
  - Girone 3: 13 squadre, incontri di andata e ritorno per un totale di 24 partite per squadra.
  - Girone 4: 13 squadre, incontri di andata e ritorno per un totale di 24 partite per squadra.
  - Girone 5: 13 squadre, incontri di andata e ritorno per un totale di 24 partite per squadra.
  - Girone 6: 13 squadre, incontri di andata e ritorno per un totale di 24 partite per squadra.
- Ucraina:
  - Girone 1: 18 squadre, incontri di andata e ritorno per un totale di 34 partite per squadra.
  - Girone 2: 19 squadre, incontri di andata e ritorno per un totale di 36 partite per squadra.
- Repubbliche:
  - Girone 1: 16 squadre, incontri di andata e ritorno per un totale di 30 partite per squadra.
  - Girone 2: 16 squadre, incontri di andata e ritorno per un totale di 30 partite per squadra.

In tutti i gironi i punti assegnati erano due per la vittoria, uno per il pareggio e zero per la sconfitta; essendo la Klass B l'ultima serie del campionato, non erano previste retrocessioni.
I meccanismi di promozione erano simili a quelli della stagione precedente: in particolare le sei vincitrici dei sei gironi russi disputarono un torneo di play-off costituito da un girone con gare di sola andata (cinque partite per squadra) tutte disputate a Krasnodar, con la solita regola dei due punti per la vittoria, uno per il pareggio e zero per la sconfitta. La squadra vincitrice veniva promossa in massima serie.
Per le altre due zone le regole si invertirono rispetto alla stagione precedente: in Ucraina non erano previste promozioni, ma una lunga serie di play-off con gare di andata e ritorno per stabilire le posizioni finali. La prima del girone 1 affrontava la prima del girone 2 per stabilire la prima posizione assoluta; la seconda affrontava l'altra seconda per decidere la terza posizione assoluta e così via.
In maniera analoga a quanto successo in Ucraina nella precedente stagione le due vincitrici dei due gironi delle altre repubbliche disputavano i play-off, ma stavolta direttamente un girone a tre con la peggiore classificate delle altre repubbliche in Klass A 1961: da tale girone una sola squadra acquisiva il diritto di partecipare alla Klass A 1962.

## Zona Russia

### Girone 1

#### Squadre partecipanti
| Squadra              | Repubblica | Città            | Stagione precedente                                          |
| -------------------- | ---------- | ---------------- | ------------------------------------------------------------ |
| Dinamo Brjansk       | RSFS Russa | Brjansk          | 15° nel Girone 1 russo di Klass B                            |
| Dinamo Leningrado    | RSFS Russa | Leningrado       | 9° nel Girone 2 russo di Klass B                             |
| Il'men' Novgorod     | RSFS Russa | Velikij Novgorod | 16° nel Girone 1 russo di Klass B                            |
| Metallurg Čerepovec  | RSFS Russa | Čerepovec        | 13° nel Girone 2 russo di Klass B                            |
| Onežec Petrozavodsk  | RSFS Russa | Petrozavodsk     | Non iscritta al campionato                                   |
| Šachter Stalinogorsk | RSFS Russa | Stalinogorsk     | 3° nel Girone 1 russo di Klass B                             |
| Šinnik               | RSFS Russa | Jaroslavl'       | 2° nel Girone 2 russo di Klass B                             |
| Spartak Leningrado   | RSFS Russa | Leningrado       | 2° nel Girone 1 russo di Klass B                             |
| Sputnik Kaluga       | RSFS Russa | Kaluga           | 14° nel Girone 1 russo di Klass B                            |
| Tekstilščik Kostroma | RSFS Russa | Kostroma         | 14° nel Girone 2 russo di Klass B, col nome di Spartak       |
| Тralflotovec         | RSFS Russa | Murmansk         | Non iscritta al campionato                                   |
| Trud Tula            | RSFS Russa | Tula             | 8° nel Girone 1 russo di Klass B                             |
| Volga Kalinin        | RSFS Russa | Kalinin          | 1° nel Girone 2 russo di Klass B, 3º nel girone finale russo |

#### Classifica finale
|  | Pos. | Squadra              | Pt | G  | V  | N | P  | GF | GS | DR  |
|  | ---- | -------------------- | -- | -- | -- | - | -- | -- | -- | --- |
|  | 1.   | Volga Kalinin        | 37 | 24 | 16 | 5 | 3  | 52 | 11 | +41 |
|  | 2.   | Metallurg Čerepovec  | 34 | 24 | 15 | 4 | 5  | 50 | 18 | +32 |
|  | 3.   | Dinamo Leningrado    | 34 | 24 | 15 | 4 | 5  | 49 | 22 | +27 |
|  | 4.   | Šinnik               | 31 | 24 | 13 | 5 | 6  | 55 | 27 | +28 |
|  | 5.   | Šachter Stalinogorsk | 31 | 24 | 14 | 3 | 7  | 35 | 17 | +18 |
|  | 6.   | Trud Tula            | 28 | 24 | 11 | 6 | 7  | 36 | 22 | +14 |
|  | 7.   | Spartak Leningrado   | 28 | 24 | 11 | 6 | 7  | 51 | 39 | +12 |
|  | 8.   | Tekstilščik Kostroma | 22 | 24 | 9  | 4 | 11 | 29 | 37 | -8  |
|  | 9.   | Dinamo Brjansk       | 20 | 24 | 8  | 4 | 12 | 31 | 47 | -16 |
|  | 10.  | Sputnik Kaluga       | 14 | 24 | 5  | 4 | 15 | 25 | 51 | -26 |
|  | 11.  | Тralflotovec         | 13 | 24 | 3  | 7 | 14 | 20 | 49 | -29 |
|  | 12.  | Onežec Petrozavodsk  | 10 | 24 | 5  | 0 | 19 | 21 | 65 | -44 |
|  | 13.  | Il'men' Novgorod     | 10 | 24 | 3  | 4 | 17 | 15 | 64 | -49 |

#### Verdetti
- Volga Kalinin ammesso al girone russo di promozione.

#### Risultati
|                       | VoK  | MeC  | DiL  | Sin  | SaS  | TrT  | SpL  | TeK  | DiB  | SpK  | TrM  | OnP  | INo   |
| --------------------- | ---- | ---- | ---- | ---- | ---- | ---- | ---- | ---- | ---- | ---- | ---- | ---- | ----- |
| Volga Kalinin         | –––– | 1-0  | 0-0  | 0-1  | 1-0  | 1-1  | 1-1  | 1-0  | 3-0  | 1-0  | 4-0  | 3-0  | 1-0   |
| Metallurg Čerepovec   | 0-2  | –––– | 0-0  | 1-0  | 1-0  | 1-0  | 5-0  | 3-0  | 2-1  | 1-0  | 5-1  | 6-0  | 3-0   |
| Dinamo Leningrado     | 1-2  | 1-0  | –––– | 4-1  | 0-1  | 0-0  | 5-1  | 4-3  | 5-0  | 3-0  | 2-1  | 2-0  | 2-2   |
| Šinnik                | 1-1  | 4-0  | 3-0  | –––– | 4-1  | 2-1  | 0-0  | 4-3  | 6-2  | 1-2  | 3-0  | 5-1  | 5-0   |
| Šachter Stalinogorsk  | 1-0  | 1-0  | 1-2  | 3-0  | –––– | 0-0  | 3-0  | 2-0  | 1-0  | 1-0  | 3-1  | 4-0  | 4-1   |
| Trud Tula             | 2-2  | 1-1  | 0-1  | 1-2  | 0-0  | –––– | 3-1  | 0-1  | 2-1  | 2-0  | 1-0  | 3-0  | 4-2   |
| Spartak Leningrado    | 2-1  | 1-2  | 4-1  | 1-1  | 2-1  | 4-1  | –––– | 4-2  | 5-0  | 7-2  | 5-0  | 1-0  | 4-1   |
| Tekstilščik Kostroma  | 0-4  | 1-3  | 0-2  | 1-0  | 2-0  | 0-1  | 1-1  | –––– | 1-0  | 3-1  | 2-1  | 3-1  | [ 2 ] |
| Dinamo Brjansk        | 1-3  | 1-1  | 2-1  | 2-1  | 1-0  | 2-4  | 4-1  | 0-0  | –––– | 2-1  | 2-2  | 2-1  | 4-0   |
| Sputnik Kaluga        | 0-2  | 1-5  | 0-4  | 1-1  | 0-0  | 0-5  | 0-0  | 3-2  | 4-1  | –––– | 2-3  | 3-1  | 3-0   |
| Tralflotovec Murmansk | 0-4  | 2-2  | 0-1  | 1-1  | 0-2  | 0-2  | 2-2  | 1-1  | 0-0  | 1-0  | –––– | 1-0  | 1-2   |
| Onežec Petrozavodsk   | 0-5  | 0-5  | 0-3  | 1-3  | 2-3  | 0-2  | 3-2  | 0-2  | 1-3  | 5-2  | 2-1  | –––– | 1-0   |
| Il'men' Novgorod      | 0-9  | 0-3  | 1-5  | 0-6  | 0-3  | 1-0  | 0-2  | 1-1  | 2-0  | 0-0  | 1-1  | 1-2  | ––––  |

### Girone 2

#### Squadre partecipanti
| Squadra             | Repubblica | Città          | Stagione precedente                                          |
| ------------------- | ---------- | -------------- | ------------------------------------------------------------ |
| Baltika             | RSFS Russa | Kaliningrad    | 7° nel Girone 1 russo di Klass B                             |
| Dinamo Kirov        | RSFS Russa | Kirov          | 3° nel Girone 2 russo di Klass B                             |
| Iskra Kazan'        | RSFS Russa | Kazan'         | 4° nel Girone 4 russo di Klass B                             |
| MVO Serpuchov       | RSFS Russa | Serpuchov      | Non iscritta al campionato                                   |
| Raketa Gor'kij      | RSFS Russa | Gor'kij        | 4° nel Girone 1 russo di Klass B                             |
| Spartak Smolensk    | RSFS Russa | Smolensk       | 11° nel Girone 1 russo di Klass B, col nome di Tekstilshchik |
| Tekstilščik Ivanovo | RSFS Russa | Ivanovo        | 7° nel Girone 2 russo di Klass B                             |
| Torpedo Gor'kij     | RSFS Russa | Gor'kij        | 5° nel Girone 2 russo di Klass B                             |
| Traktor Vladimir    | RSFS Russa | Vladimir       | 6° nel Girone 2 russo di Klass B                             |
| Trud Kaliningrad    | RSFS Russa | Kaliningrad    | Non iscritta al campionato                                   |
| Trud Noginsk        | RSFS Russa | Noginsk        | 4° nel Girone 2 russo di Klass B, col nome di Trud Gluchovo  |
| Zenit Iževsk        | RSFS Russa | Iževsk         | 5° nel Girone 4 russo di Klass B                             |
| Znamja Truda        | RSFS Russa | Orechovo-Zuevo | 5° nel Girone 1 russo di Klass B                             |

#### Classifica finale
|  | Pos. | Squadra             | Pt | G  | V  | N | P  | GF | GS | DR  |
|  | ---- | ------------------- | -- | -- | -- | - | -- | -- | -- | --- |
|  | 1.   | Dinamo Kirov        | 32 | 24 | 14 | 4 | 6  | 46 | 28 | +18 |
|  | 2.   | Baltika             | 32 | 24 | 13 | 6 | 5  | 41 | 25 | +16 |
|  | 3.   | Iskra Kazan'        | 31 | 24 | 11 | 9 | 4  | 31 | 22 | +9  |
|  | 4.   | Zenit Iževsk        | 30 | 24 | 11 | 8 | 5  | 33 | 22 | +11 |
|  | 5.   | Trud Kaliningrad    | 26 | 24 | 10 | 6 | 8  | 38 | 33 | +5  |
|  | 6.   | Raketa Gor'kij      | 26 | 24 | 10 | 6 | 8  | 28 | 28 | +0  |
|  | 7.   | Torpedo Gor'kij     | 23 | 24 | 7  | 9 | 8  | 25 | 25 | +0  |
|  | 8.   | Tekstilščik Ivanovo | 23 | 24 | 9  | 5 | 10 | 27 | 29 | -2  |
|  | 9.   | Znamja Truda        | 22 | 24 | 8  | 6 | 10 | 35 | 37 | -2  |
|  | 10.  | MVO Serpuchov       | 21 | 24 | 8  | 5 | 11 | 29 | 27 | +2  |
|  | 11.  | Trud Noginsk        | 19 | 24 | 6  | 7 | 11 | 23 | 32 | -9  |
|  | 12.  | Traktor Vladimir    | 15 | 24 | 5  | 5 | 14 | 16 | 32 | -16 |
|  | 13.  | Spartak Smolensk    | 12 | 24 | 3  | 6 | 15 | 21 | 53 | -32 |

#### Verdetti
- Dinamo Kirov ammesso al girone russo di promozione.

#### Risultati
|                     | DiK  | Bal  | IsK  | ZeI  | TrK  | RaG  | ToG  | TeI  | ZnT  | MVO  | TNo  | TrV  | SpS  |
| ------------------- | ---- | ---- | ---- | ---- | ---- | ---- | ---- | ---- | ---- | ---- | ---- | ---- | ---- |
| Dinamo Kirov        | –––– | 1-3  | 3-0  | 3-1  | 4-1  | 3-3  | 2-0  | 4-0  | 4-1  | 2-0  | 1-1  | 1-0  | 5-0  |
| Baltika             | 2-1  | –––– | 1-2  | 3-2  | 1-1  | 2-2  | 1-1  | 2-0  | 4-2  | 1-0  | 3-1  | 1-1  | 5-1  |
| Iskra Kazan'        | 4-0  | 0-0  | –––– | 2-2  | 2-1  | 1-4  | 1-2  | 3-2  | 2-0  | 2-0  | 2-0  | 0-0  | 1-0  |
| Zenit-Iževsk        | 1-0  | 0-1  | 2-0  | –––– | 3-0  | 1-1  | 2-1  | 0-0  | 3-2  | 0-0  | 1-1  | 1-0  | 3-0  |
| Trud Kaliningrad    | 3-0  | 1-2  | 1-1  | 3-1  | –––– | 4-0  | 2-1  | 1-0  | 3-1  | 2-1  | 1-1  | 3-0  | 4-3  |
| Raketa Gor'kij      | 2-4  | 2-1  | 0-1  | 0-0  | 1-0  | –––– | 0-0  | 3-0  | 1-0  | 0-1  | 2-1  | 1-0  | 2-0  |
| Torpedo Gor'kij     | 3-0  | 0-1  | 1-1  | 0-2  | 1-1  | 0-0  | –––– | 0-1  | 0-0  | 1-0  | 3-2  | 0-0  | 2-0  |
| Tekstilščik Ivanovo | 0-0  | 3-2  | 1-1  | 1-2  | 1-0  | 2-0  | 0-1  | –––– | 0-1  | 0-1  | 1-1  | 1-0  | 3-0  |
| Znamja Truda        | 0-1  | 2-1  | 1-1  | 0-0  | 4-2  | 2-1  | 4-2  | 2-4  | –––– | 5-1  | 2-0  | 2-0  | 2-2  |
| MVO Serpuchov       | 0-1  | 0-1  | 0-1  | 1-1  | 0-1  | 2-0  | 3-3  | 2-0  | 1-1  | –––– | 1-0  | 5-0  | 6-2  |
| Trud Noginsk        | 1-2  | 0-0  | 0-0  | 1-0  | 4-2  | 0-1  | 2-1  | 1-4  | 2-0  | 1-1  | –––– | 2-1  | 0-1  |
| Traktor Vladimir    | 1-3  | 0-2  | 0-2  | 1-3  | 1-1  | 2-0  | 0-0  | 0-1  | 1-0  | 2-1  | 0-1  | –––– | 3-1  |
| Spartak Smolensk    | 1-1  | 2-1  | 1-1  | 1-2  | 0-0  | 1-2  | 0-2  | 2-2  | 1-1  | 0-2  | 2-0  | 0-3  | –––– |

### Girone 3

#### Squadre partecipanti
| Squadra                  | Repubblica | Città       | Stagione precedente                                             |
| ------------------------ | ---------- | ----------- | --------------------------------------------------------------- |
| Cementnik Belgorod       | RSFS Russa | Belgorod    | 12° nel Girone 1 russo di Klass B                               |
| Energija Volžskij        | RSFS Russa | Volžskij    | 9° nel Girone 3 russo di Klass B                                |
| Kryl'ja Sovetov Kujbyšev | RSFS Russa | Kujbyšev    | 16° in Klass A, retrocessa                                      |
| Lokomotiv Orël           | RSFS Russa | Orël        | 9° nel Girone 1 russo di Klass B                                |
| Neftjanik Syzran'        | RSFS Russa | Syzran'     | 11° nel Girone 4 russo di Klass B                               |
| Sokol Saratov            | RSFS Russa | Saratov     | 8° nel Girone 2 russo di Klass B, col nome di Lokomotiv         |
| Spartak Rjazan'          | RSFS Russa | Rjazan'     | 11° nel Girone 2 russo di Klass B, col nome di Trud             |
| Spartak Tambov           | RSFS Russa | Tambov      | 13° nel Girone 1 russo di Klass B                               |
| Spartak Ul'janovsk       | RSFS Russa | Ul'janovsk  | 8° nel Girone 4 russo di Klass B                                |
| Torpedo Lipeck           | RSFS Russa | Lipeck      | 10° nel Girone 1 russo di Klass B, col nome di Trudovye Rezervy |
| Traktor Stalingrado      | RSFS Russa | Stalingrado | 6° nel Girone 5 russo di Klass B                                |
| Trudovye Rezervy Kursk   | RSFS Russa | Kursk       | 6° nel Girone 1 russo di Klass B                                |
| Zarja Penza              | RSFS Russa | Penza       | 17° nel Girone 2 russo di Klass B                               |

#### Classifica finale
|  | Pos. | Squadra                  | Pt | G  | V  | N | P  | GF | GS | DR  |
|  | ---- | ------------------------ | -- | -- | -- | - | -- | -- | -- | --- |
|  | 1.   | Kryl'ja Sovetov Kujbyšev | 36 | 23 | 17 | 2 | 4  | 68 | 22 | +46 |
|  | 2.   | Sokol Saratov            | 32 | 23 | 14 | 4 | 5  | 40 | 20 | +20 |
|  | 3.   | Traktor Stalingrado      | 32 | 23 | 14 | 4 | 5  | 40 | 24 | +16 |
|  | 4.   | Trudovye Rezervy Kursk   | 25 | 23 | 9  | 7 | 7  | 32 | 29 | +3  |
|  | 5.   | Spartak Rjazan'          | 24 | 23 | 10 | 4 | 9  | 35 | 32 | +3  |
|  | 6.   | Torpedo Lipeck           | 24 | 23 | 10 | 4 | 9  | 31 | 32 | -1  |
|  | 7.   | Energija Volžskij        | 23 | 23 | 9  | 5 | 9  | 32 | 34 | -2  |
|  | 8.   | Zarja Penza              | 21 | 23 | 8  | 5 | 10 | 30 | 31 | -1  |
|  | 9.   | Spartak Tambov           | 19 | 23 | 8  | 3 | 12 | 36 | 49 | -13 |
|  | 10.  | Neftjanik Syzran'        | 17 | 23 | 6  | 5 | 12 | 20 | 38 | -18 |
|  | 11.  | Lokomotiv Orël           | 16 | 23 | 7  | 2 | 14 | 32 | 45 | -13 |
|  | 12.  | Spartak Ul'janovsk       | 15 | 23 | 4  | 7 | 12 | 26 | 47 | -21 |
|  | 13.  | Cementnik Belgorod       | 4  | 12 | 1  | 2 | 9  | 5  | 24 | -19 |

#### Verdetti
- Kryl'ja Sovetov Kujbyšev ammesso al girone russo di promozione.

#### Risultati
|                          | KSK  | SoK  | TrS  | TRK  | SpR  | ToL  | EnV  | ZaP  | SpT  | NeS  | LoO  | SpU  | CeB  |
| ------------------------ | ---- | ---- | ---- | ---- | ---- | ---- | ---- | ---- | ---- | ---- | ---- | ---- | ---- |
| Kryl'ja Sovetov Kujbyšev | –––– | 0-1  | 5-0  | 2-0  | 1-0  | 5-0  | 6-0  | 7-1  | 3-1  | 4-1  | 2-0  | 6-2  | 5-0  |
| Sokol Saratov            | 4-0  | –––– | 0-1  | 2-2  | 2-0  | 1-1  | 1-0  | 1-0  | 2-1  | 2-1  | 3-2  | 3-0  | -    |
| Traktor Stalingrado      | 2-0  | 2-1  | –––– | 3-0  | 1-0  | 2-0  | 0-0  | 1-0  | 4-1  | 4-0  | 2-1  | 4-0  | 0-1  |
| Trudovye Rezervy Kursk   | 0-2  | 0-0  | 3-3  | –––– | 1-1  | 1-1  | 2-0  | 3-2  | 2-1  | 2-0  | 3-1  | 2-1  | 4-0  |
| Spartak Rjazan'          | 4-1  | 0-1  | 1-4  | 3-2  | –––– | 2-1  | 4-2  | 2-1  | 1-1  | 1-1  | 3-0  | 1-3  | -    |
| Torpedo Lipeck           | 1-1  | 2-0  | 1-1  | 2-0  | 4-1  | –––– | 0-2  | 0-3  | 5-2  | 2-1  | 3-3  | 2-0  | -    |
| Energija Volžskij        | 1-1  | 1-5  | 0-2  | 0-0  | 2-1  | 3-0  | –––– | 2-0  | 1-1  | 3-1  | 3-0  | 3-0  | -    |
| Zarja Penza              | 1-3  | 0-1  | 4-0  | 1-0  | 1-1  | 0-2  | 3-1  | –––– | 3-0  | 0-1  | 2-1  | 0-0  | -    |
| Spartak Tambov           | 1-5  | 2-2  | 2-0  | 3-2  | 0-3  | 2-0  | 3-2  | 1-3  | –––– | 1-3  | 4-0  | 3-2  | 2-1  |
| Neftjanik Syzran'        | 0-1  | 0-4  | 1-0  | 1-1  | 0-2  | 1-0  | 1-3  | 0-0  | 2-1  | –––– | 1-3  | 1-1  | 1-0  |
| Lokomotiv Orël           | 1-3  | 2-1  | 1-2  | 0-1  | 1-3  | 0-1  | 0-1  | 3-3  | 3-0  | 2-1  | –––– | 0-0  | 4-1  |
| Spartak Ul'janovsk       | 1-5  | 3-0  | 2-2  | 0-1  | 2-0  | 1-3  | 3-2  | 0-0  | 0-3  | 1-1  | 3-4  | –––– | 1-1  |
| Cementnik Belgorod       | -    | 0-3  | -    | -    | 0-1  | 0-1  | 0-0  | 1-2  | -    | -    | -    | -    | –––– |

### Girone 4

#### Squadre partecipanti
| Squadra                     | Repubblica | Città          | Stagione precedente                                          |
| --------------------------- | ---------- | -------------- | ------------------------------------------------------------ |
| Cement Novorossijsk         | RSFS Russa | Novorossijsk   | 2° nel Girone 3 russo di Klass B                             |
| Dinamo Machačkala           | RSFS Russa | Machačkala     | 8° nel Girone 3 russo di Klass B, col nome di Temp           |
| Rostsel'maš                 | RSFS Russa | Rostov sul Don | 4° nel Girone 3 russo di Klass B                             |
| Šachtër Šachty              | RSFS Russa | Šachty         | 5° nel Girone 3 russo di Klass B                             |
| Spartak Krasnodar           | RSFS Russa | Krasnodar      | 3° nel Girone 3 russo di Klass B                             |
| Spartak Nal'čik             | RSFS Russa | Nal'čik        | 11° nel Girone 3 russo di Klass B                            |
| Spartak Ordžonikidze        | RSFS Russa | Ordžonikidze   | 14° nel Girone 3 russo di Klass B                            |
| Spartak Stavropol'          | RSFS Russa | Stavropol'     | 10° nel Girone 3 russo di Klass B                            |
| Terek Groznyj               | RSFS Russa | Groznyj        | 1° nel Girone 3 russo di Klass B, 3º nel girone finale russo |
| Torpedo Armavir             | RSFS Russa | Armavir        | 7° nel Girone 3 russo di Klass B                             |
| Torpedo Taganrog            | RSFS Russa | Taganrog       | 2° nel Girone 3 russo di Klass B                             |
| Trudovye Rezervy Kislovodsk | RSFS Russa | Kislovodsk     | Non iscritta al campionato                                   |
| Volgar' Astrachan'          | RSFS Russa | Astrachan'     | 13° nel Girone 3 russo di Klass B                            |

#### Classifica finale
|  | Pos. | Squadra                     | Pt | G  | V  | N | P  | GF | GS | DR  |
|  | ---- | --------------------------- | -- | -- | -- | - | -- | -- | -- | --- |
|  | 1.   | Terek Groznyj               | 38 | 24 | 18 | 2 | 4  | 51 | 16 | +35 |
|  | 2.   | Rostsel'maš                 | 37 | 24 | 15 | 7 | 2  | 67 | 28 | +39 |
|  | 3.   | Torpedo Taganrog            | 32 | 24 | 14 | 4 | 6  | 38 | 20 | +18 |
|  | 4.   | Šachtër Šachty              | 30 | 24 | 12 | 6 | 6  | 37 | 23 | +14 |
|  | 5.   | Torpedo Armavir             | 25 | 24 | 8  | 9 | 7  | 26 | 26 | +0  |
|  | 6.   | Spartak Stavropol'          | 24 | 24 | 10 | 4 | 10 | 33 | 33 | +0  |
|  | 7.   | Cement Novorossijsk         | 24 | 24 | 9  | 6 | 9  | 30 | 33 | -3  |
|  | 8.   | Spartak Krasnodar           | 22 | 24 | 9  | 4 | 11 | 29 | 29 | +0  |
|  | 9.   | Dinamo Machačkala           | 19 | 24 | 6  | 7 | 11 | 27 | 35 | -8  |
|  | 10.  | Spartak Ordžonikidze        | 18 | 24 | 6  | 6 | 12 | 32 | 57 | -25 |
|  | 11.  | Trudovye Rezervy Kislovodsk | 16 | 24 | 5  | 6 | 13 | 25 | 45 | -20 |
|  | 12.  | Spartak Nal'čik             | 15 | 24 | 4  | 7 | 13 | 22 | 40 | -18 |
|  | 13.  | Volgar' Astrachan'          | 12 | 24 | 5  | 2 | 17 | 23 | 55 | -32 |

#### Verdetti
- Terek Groznyj ammesso al girone russo di promozione.

#### Risultati
|                             | TeG  | Ros  | ToT  | SaS  | ToA  | SpS  | CeN  | SoK  | DiM  | SpO  | TRK  | SpN  | VoA  |
| --------------------------- | ---- | ---- | ---- | ---- | ---- | ---- | ---- | ---- | ---- | ---- | ---- | ---- | ---- |
| Terek Groznyj               | –––– | 2-4  | 0-1  | 4-1  | 1-1  | 2-1  | 2-0  | 2-1  | 4-0  | 7-0  | 5-0  | 0-0  | 6-1  |
| Rostsel'maš                 | 2-0  | –––– | 3-2  | 1-1  | 2-0  | 3-0  | 1-1  | 1-1  | 3-1  | 9-0  | 7-3  | 6-0  | 5-1  |
| Torpedo Taganrog            | 0-1  | 3-3  | –––– | 1-0  | 0-0  | 2-2  | 2-0  | 1-0  | 2-1  | 5-0  | 2-0  | 3-1  | 1-2  |
| Šachter Šachty              | 0-1  | 2-2  | 4-1  | –––– | 3-0  | 1-0  | 2-2  | 2-1  | 1-0  | 3-1  | 2-1  | 1-0  | 6-0  |
| Torpedo Armavir             | 0-1  | 0-3  | 0-2  | 0-0  | –––– | 2-0  | 0-0  | 1-0  | 2-0  | 3-2  | 5-1  | 3-3  | 0-0  |
| Spartak Stavropol'          | 1-2  | 3-0  | 0-1  | 0-1  | 0-0  | –––– | 7-1  | 4-2  | 3-1  | 2-0  | 1-0  | 1-1  | 1-0  |
| Cement Novorossijsk         | 0-1  | 0-2  | 0-1  | 3-0  | 2-3  | 5-1  | –––– | 1-0  | 1-0  | 3-2  | 0-0  | 2-0  | 2-1  |
| Spartak Krasnodar           | 0-3  | 1-3  | 1-0  | 1-0  | 0-0  | 3-0  | 1-2  | –––– | 0-2  | 2-2  | 4-1  | 1-0  | 4-0  |
| Dinamo Machačkala           | 1-3  | 4-0  | 0-0  | 1-1  | 1-2  | 0-0  | 0-1  | 1-1  | –––– | 2-1  | 1-1  | 2-0  | 2-0  |
| Spartak Ordžonikidze        | 2-1  | 1-1  | 1-2  | 0-0  | 3-0  | 1-2  | 2-1  | 2-1  | 2-2  | –––– | 2-2  | 2-0  | 1-0  |
| Trudovye Rezervy Kislovodsk | 0-1  | 1-1  | 1-0  | 2-0  | 0-3  | 1-2  | 0-0  | 1-2  | 1-2  | 2-1  | –––– | 2-0  | 3-1  |
| Spartak-Nal'čik             | 0-1  | 0-1  | 0-5  | 0-1  | 0-0  | 3-0  | 2-2  | 0-1  | 4-1  | 3-3  | 1-1  | –––– | 3-1  |
| Volgar' Astrachan'          | 0-1  | 1-4  | 0-1  | 1-5  | 2-1  | 1-2  | 3-1  | 0-1  | 2-2  | 4-1  | 2-1  | 0-1  | –––– |

### Girone 5

#### Squadre partecipanti
| Squadra                | Repubblica | Città        | Stagione precedente                                                |
| ---------------------- | ---------- | ------------ | ------------------------------------------------------------------ |
| Chimik Berezniki       | RSFS Russa | Berezniki    | 9° nel Girone 4 russo di Klass B                                   |
| Geolog Tjumen'         | RSFS Russa | Tjumen'      | Non iscritta al campionato                                         |
| Irtyš Omsk             | RSFS Russa | Omsk         | 1° nel Girone 5 russo di Klass B, 2º posto nel girone finale russo |
| Lokomotiv Čeljabinsk   | RSFS Russa | Čeljabinsk   | 3° nel Girone 4 russo di Klass B                                   |
| Lokomotiv Orenburg     | RSFS Russa | Orenburg     | 12° nel Girone 4 russo di Klass B                                  |
| Metallurg Magnitogorsk | RSFS Russa | Magnitogorsk | 10° nel Girone 4 russo di Klass B                                  |
| Metallurg Nižnij Tagil | RSFS Russa | Nižnij Tagil | 1° nel Girone 4 russo di Klass B, 4º nel girone finale russo       |
| Stroitel' Kurgan       | RSFS Russa | Kurgan       | 15° nel Girone 4 russo di Klass B                                  |
| Stroitel' Saransk      | RSFS Russa | Saransk      | Non iscritta al campionato                                         |
| Stroitel' Ufa          | RSFS Russa | Ufa          | 6° nel Girone 4 russo di Klass B                                   |
| Torpedo Pavlovo        | RSFS Russa | Pavlovo      | Non iscritta al campionato                                         |
| Uralmaš                | RSFS Russa | Sverdlovsk   | 7° nel Girone 4 russo di Klass B                                   |
| Zvezda Perm'           | RSFS Russa | Perm'        | 2° nel Girone 4 russo di Klass B                                   |

#### Classifica finale
|  | Pos. | Squadra                | Pt | G  | V  | N  | P  | GF | GS | DR  |
|  | ---- | ---------------------- | -- | -- | -- | -- | -- | -- | -- | --- |
|  | 1.   | Lokomotiv Čeljabinsk   | 34 | 24 | 14 | 6  | 4  | 37 | 15 | +22 |
|  | 2.   | Uralmaš                | 33 | 24 | 14 | 5  | 5  | 44 | 17 | +27 |
|  | 3.   | Stroitel' Ufa          | 30 | 24 | 12 | 6  | 6  | 36 | 19 | +17 |
|  | 4.   | Lokomotiv Orenburg     | 30 | 24 | 12 | 6  | 6  | 42 | 27 | +15 |
|  | 5.   | Zvezda Perm'           | 28 | 24 | 12 | 4  | 8  | 38 | 27 | +11 |
|  | 6.   | Metallurg Nižnij Tagil | 26 | 24 | 9  | 8  | 7  | 40 | 27 | +13 |
|  | 7.   | Irtyš Omsk             | 26 | 24 | 9  | 8  | 7  | 33 | 26 | +7  |
|  | 8.   | Stroitel' Kurgan       | 25 | 24 | 8  | 9  | 7  | 28 | 34 | -6  |
|  | 9.   | Torpedo Pavlovo        | 24 | 24 | 6  | 12 | 6  | 21 | 22 | -1  |
|  | 10.  | Metallurg Magnitogorsk | 18 | 24 | 6  | 6  | 12 | 25 | 38 | -13 |
|  | 11.  | Chimik Berezniki       | 16 | 24 | 5  | 6  | 13 | 22 | 51 | -29 |
|  | 12.  | Stroitel' Saransk      | 13 | 24 | 3  | 7  | 14 | 14 | 48 | -34 |
|  | 13.  | Geolog Tjumen'         | 9  | 24 | 2  | 5  | 17 | 23 | 52 | -29 |

#### Verdetti
- Lokomotiv Čeljabinsk ammesso al girone russo di promozione.

#### Risultati
|                        | LoC  | Ura  | StU  | LoO  | ZvP  | MNT  | IrO  | StK  | ToP  | MeM  | CBe  | StS  | GeT  |
| ---------------------- | ---- | ---- | ---- | ---- | ---- | ---- | ---- | ---- | ---- | ---- | ---- | ---- | ---- |
| Lokomotiv Čeljabinsk   | –––– | 1-2  | 0-0  | 2-0  | 1-0  | 0-0  | 2-0  | 2-0  | 2-0  | 2-0  | 2-0  | 1-0  | 3-1  |
| Uralmaš                | 0-1  | –––– | 1-0  | 0-1  | 2-0  | 0-1  | 1-1  | 4-0  | 3-0  | 6-1  | 3-2  | 3-0  | 2-0  |
| Stroitel' Ufa          | 1-2  | 2-0  | –––– | 3-0  | 2-0  | 2-0  | 1-2  | 2-0  | 1-0  | 1-0  | 1-2  | 5-1  | 3-1  |
| Lokomotiv Orenburg     | 2-2  | 1-0  | 4-2  | –––– | 1-0  | 2-0  | 3-1  | 1-3  | 0-1  | 2-1  | 6-0  | 5-1  | 1-1  |
| Zvezda Perm            | 3-1  | 1-1  | 1-0  | 1-3  | –––– | 2-1  | 2-1  | 1-1  | 0-0  | 3-1  | 2-1  | 4-1  | 2-0  |
| Metallurg Nižnij Tagil | 1-1  | 0-0  | 0-1  | 1-1  | 3-2  | –––– | 1-1  | 5-0  | 2-0  | 4-2  | 4-0  | 3-2  | 2-0  |
| Irtyš Omsk             | 2-1  | 1-4  | 0-0  | 1-2  | 2-1  | 2-1  | –––– | 0-0  | 1-1  | 2-1  | 0-1  | 4-0  | 6-0  |
| Stroitel Kurgan        | 2-1  | 2-2  | 2-2  | 0-2  | 1-0  | 1-0  | 1-1  | –––– | 2-1  | 4-1  | 1-1  | 0-0  | 1-0  |
| Torpedo Pavlovo        | 0-0  | 0-0  | 1-1  | 1-1  | 0-3  | 2-2  | 0-0  | 2-2  | –––– | 1-0  | 3-0  | 3-0  | 2-0  |
| Metallurg Magnitogorsk | 1-1  | 0-2  | 1-1  | 3-2  | 0-2  | 3-2  | 0-0  | 1-1  | 0-0  | –––– | 1-0  | 3-0  | 2-0  |
| Chimik Berezniki       | 0-6  | 1-3  | 1-4  | 0-0  | 0-1  | 1-1  | 2-1  | 3-2  | 1-2  | 1-0  | –––– | 2-2  | 2-2  |
| Stroitel Saransk       | 0-1  | 0-3  | 0-0  | 1-0  | 1-1  | 0-4  | 0-2  | 0-1  | 0-0  | 0-0  | 1-1  | –––– | 2-1  |
| Geolog Tjumen'         | 0-2  | 1-2  | 0-1  | 2-2  | 3-6  | 2-2  | 1-2  | 2-1  | 1-1  | 1-3  | 3-0  | 1-2  | –––– |

### Girone 6

#### Squadre partecipanti
| Squadra               | Repubblica | Città                | Stagione precedente                                                   |
| --------------------- | ---------- | -------------------- | --------------------------------------------------------------------- |
| Amur Blagoveščensk    | RSFS Russa | Blagoveščensk        | 13° nel Girone 5 russo di Klass B                                     |
| Angara Irkutsk        | RSFS Russa | Irkutsk              | 7° nel Girone 5 russo di Klass B, col nome di Mašinostroitel' Irkutsk |
| Avangard K.N.A.       | RSFS Russa | Komsomol'sk-na-Amure | 11° nel Girone 5 russo di Klass B                                     |
| Bajkal Ulan-Ude       | RSFS Russa | Ulan-Udė             | 12° nel Girone 5 russo di Klass B, col nome di Lokomotiv              |
| Chimik Kemerovo       | RSFS Russa | Kemerovo             | 6° nel Girone 5 russo di Klass B                                      |
| Lokomotiv Krasnojarsk | RSFS Russa | Krasnojarsk          | 9° nel Girone 5 russo di Klass B                                      |
| Luč Vladivostok       | RSFS Russa | Vladivostok          | 10° nel Girone 5 russo di Klass B                                     |
| Metallurg Stalinsk    | RSFS Russa | Stalinsk             | 8° nel Girone 5 russo di Klass B                                      |
| SKA-Chabarovsk        | RSFS Russa | Chabarovsk           | 2° nel Girone 5 russo di Klass B                                      |
| SKA Novosibirsk       | RSFS Russa | Novosibirsk          | Non iscritta al campionato                                            |
| Temp Barnaul          | RSFS Russa | Barnaul              | 4° nel Girone 5 russo di Klass B                                      |
| Тomič Tomsk           | RSFS Russa | Tomsk                | 3° nel Girone 5 russo di Klass B, col nome di Sibelektromotor         |
| Zabajkalec Čita       | RSFS Russa | Čita                 | 14° nel Girone 5 russo di Klass B, col nome di SKA                    |

#### Classifica finale
|  | Pos. | Squadra               | Pt | G  | V  | N | P  | GF | GS | DR  |
|  | ---- | --------------------- | -- | -- | -- | - | -- | -- | -- | --- |
|  | 1.   | SKA-Chabarovsk        | 36 | 24 | 16 | 4 | 4  | 43 | 14 | +29 |
|  | 2.   | SKA Novosibirsk       | 33 | 24 | 15 | 3 | 6  | 51 | 26 | +25 |
|  | 3.   | Luč Vladivostok       | 32 | 24 | 13 | 6 | 5  | 42 | 27 | +15 |
|  | 4.   | Temp Barnaul          | 30 | 24 | 12 | 6 | 6  | 41 | 33 | +8  |
|  | 5.   | Lokomotiv Krasnojarsk | 29 | 24 | 12 | 5 | 7  | 60 | 35 | +25 |
|  | 6.   | Тomič Tomsk           | 29 | 24 | 11 | 7 | 6  | 36 | 29 | +7  |
|  | 7.   | Angara Irkutsk        | 24 | 24 | 9  | 6 | 9  | 41 | 36 | +5  |
|  | 8.   | Avangard K.N.A.       | 22 | 24 | 7  | 8 | 9  | 27 | 32 | -5  |
|  | 9.   | Bajkal Ulan-Ude       | 19 | 24 | 5  | 9 | 10 | 21 | 28 | -7  |
|  | 10.  | Chimik Kemerovo       | 19 | 24 | 7  | 5 | 12 | 28 | 44 | -16 |
|  | 11.  | Amur Blagoveščensk    | 17 | 24 | 5  | 7 | 12 | 23 | 40 | -17 |
|  | 12.  | Metallurg Stalinsk    | 15 | 24 | 5  | 5 | 14 | 28 | 49 | -21 |
|  | 13.  | Zabajkalec Čita       | 7  | 24 | 3  | 1 | 20 | 21 | 69 | -48 |

#### Verdetti
- SKA Chabarovsk ammesso al girone russo di promozione.

#### Risultati
|                               | SKC  | SKN  | LuV  | TeB  | LoK  | ToT  | AnI  | AKA  | BUU  | CKe  | AmB  | MeS  | ZaC  |
| ----------------------------- | ---- | ---- | ---- | ---- | ---- | ---- | ---- | ---- | ---- | ---- | ---- | ---- | ---- |
| SKA Chabarovsk                | –––– | 2-0  | 2-0  | 4-0  | 1-1  | 1-1  | 3-0  | 1-4  | 1-0  | 3-0  | 2-0  | 4-1  | 6-0  |
| SKA Novosibirsk               | 0-0  | –––– | 6-1  | 2-2  | 1-3  | 4-1  | 3-1  | 3-1  | 2-0  | 3-0  | 2-1  | 1—0  | 4-1  |
| Luč Vladivostok               | 0-3  | 2-3  | –––– | 2-1  | 4-0  | 1-1  | 3-1  | 1-0  | 2-0  | 2-2  | 2-2  | 2-0  | 4-0  |
| Temp Barnaul                  | 3-0  | 2-2  | 1-0  | –––– | 2-0  | 0-0  | 4-2  | 4-0  | 2-2  | 1-0  | 2-0  | 4-2  | 3-1  |
| Lokomotiv Krasnojarsk         | 0-0  | 5-0  | 2-2  | 4-0  | –––– | 3-2  | 3-2  | 2-1  | 0-1  | 4-1  | 5-0  | 3-2  | 10-0 |
| Тomič Tomsk                   | 1-0  | 1-0  | 0-1  | 3-0  | 3-0  | –––– | 3-2  | 1-2  | 3-0  | 2-1  | 1-1  | 2-1  | 3-1  |
| Angara Irkutsk                | 0-2  | 0-2  | 1-1  | 1-1  | 2-1  | 5-0  | –––– | 1-1  | 0-0  | 1-1  | 1-0  | 6-0  | 1-0  |
| Avangard Komsomol'sk-na-Amure | 0-1  | 0-3  | 1-1  | 4-1  | 1-1  | 1-1  | 1-1  | –––– | 1-1  | 0-1  | 3-2  | 0-0  | 3-0  |
| Bajkal Ulan-Ude               | 0-1  | 0-1  | 0-1  | 0-0  | 2-0  | 3-2  | 0-1  | 0-1  | –––– | 0-0  | 3-1  | 1-1  | 1-1  |
| Chimik Kemerovo               | 1-2  | 0-5  | 1-3  | 1-2  | 2-4  | 1-3  | 2-3  | 2-0  | 2-0  | –––– | 2-1  | 2-1  | 2-1  |
| Amur Blagoveščensk            | 0-1  | 1-0  | 0-2  | 2-0  | 1-1  | 0-0  | 1-5  | 0-0  | 2-2  | 1-1  | –––– | 3-1  | 2-1  |
| Metallurg Stalinsk            | 0-2  | 1-4  | 0-2  | 0-2  | 4-3  | 1-1  | 2-1  | 3-0  | 1-1  | 1-1  | 1-2  | –––– | 2-0  |
| Zabajkalec Čita               | 2-1  | 1-0  | 0-3  | 1-4  | 1-5  | 0-1  | 2-3  | 1-2  | 2-4  | 1-2  | 2-0  | 2-3  | –––– |

### Girone Finale russo
Tutte le gare furono giocate a Krasnodar.

#### Classifica finale
|  | Pos. | Squadra                  | Pt | G | V | N | P | GF | GS | DR |
|  | ---- | ------------------------ | -- | - | - | - | - | -- | -- | -- |
|  | 1.   | Kryl'ja Sovetov Kujbyšev | 8  | 5 | 4 | 0 | 1 | 12 | 5  | +7 |
|  | 2.   | Terek Groznyj            | 7  | 5 | 3 | 1 | 1 | 8  | 5  | +3 |
|  | 3.   | Dinamo Kirov             | 5  | 5 | 2 | 1 | 2 | 7  | 7  | +0 |
|  | 4.   | Lokomotiv Čeljabinsk     | 4  | 5 | 2 | 0 | 3 | 5  | 5  | +0 |
|  | 5.   | SKA-Chabarovsk'          | 4  | 5 | 2 | 0 | 3 | 4  | 7  | -3 |
|  | 6.   | Volga Kalinin            | 2  | 5 | 1 | 0 | 4 | 4  | 11 | -7 |

#### Verdetti
- Kryl'ja Sovetov Kujbyšev promosso in Klass A 1962.

#### Risultati
|                          | KSK  | TeG  | DiK  | LoC  | SKC  | VoK  |
| ------------------------ | ---- | ---- | ---- | ---- | ---- | ---- |
| Kryl'ja Sovetov Kujbyšev | –––– | 1-2  | 4-1  | 2-0  | 2-1  | 3-1  |
| Terek Groznyj            | 2-1  | –––– | 1-1  | 1-2  | 2-0  | 2-1  |
| Dinamo Kirov             | 1-4  | 1-1  | –––– | 1-0  | 3-0  | 1-2  |
| Lokomotiv Čeljabinsk     | 0-2  | 2-1  | 0-1  | –––– | 0-1  | 3-0  |
| SKA Chabarovsk'          | 1-2  | 0-2  | 0-3  | 1-0  | –––– | 2-0  |
| Volga Kalinin            | 1-3  | 1-2  | 2-1  | 0-3  | 0-2  | –––– |

## Zona Ucraina

### Girone 1

#### Squadre partecipanti
| Squadra                | Repubblica  | Città         | Stagione precedente                                                           |
| ---------------------- | ----------- | ------------- | ----------------------------------------------------------------------------- |
| Arsenal Kiev           | RSS Ucraina | Kiev          | 3° nel Girone 1 ucraino di Klass B                                            |
| Avangard Černivci      | RSS Ucraina | Černivci      | 8° nel Girone 1 ucraino di Klass B                                            |
| Avangard Ternopol      | RSS Ucraina | Ternopol      | 10° nel Girone 1 ucraino di Klass B                                           |
| Čornomorec'            | RSS Ucraina | Odessa        | 4° nel Girone 1 ucraino di Klass B                                            |
| Desna Černihiv         | RSS Ucraina | Černigov      | 16° nel Girone 1 ucraino di Klass B, col nome di Avangard                     |
| Dynamo Chmel'nyc'kyj   | RSS Ucraina | Chmel'nyc'kyj | 17° nel Girone 1 ucraino di Klass B                                           |
| Kolchoznik Čerkasy     | RSS Ucraina | Čerkasy       | 9° nel Girone 1 ucraino di Klass B                                            |
| Kolchoznik Rivne       | RSS Ucraina | Rivne         | 12° nel Girone 1 ucraino di Klass B                                           |
| Lokomotyv Vinnycja     | RSS Ucraina | Vinnycja      | 2° nel Girone 1 ucraino di Klass B                                            |
| Majak Cherson          | RSS Ucraina | Cherson       | 16° nel Girone 2 ucraino di Klass B, col nome di Spartak                      |
| Neftyanik Drohobyč     | RSS Ucraina | Černigov      | 14° nel Girone 1 ucraino di Klass B                                           |
| Polіssja Žytomyr       | RSS Ucraina | Žytomyr       | 7° nel Girone 1 ucraino di Klass B                                            |
| SKA Leopoli            | RSS Ucraina | Leopoli       | 6° nel Girone 1 ucraino di Klass B                                            |
| Spartak Stanislav      | RSS Ucraina | Stanislaviv   | 15° nel Girone 1 ucraino di Klass B                                           |
| Sudostroitel' Mykolaïv | RSS Ucraina | Mykolaïv      | 1° nel Girone 1 ucraino di Klass B, perde lo spareggio ucraino per i play-off |
| Verchovina Užhorod     | RSS Ucraina | Užhorod       | 11° nel Girone 1 ucraino di Klass B, col nome di Spartak                      |
| Volyn'                 | RSS Ucraina | Luc'k         | 13° nel Girone 1 ucraino di Klass B                                           |
| Zvezda Kirovohrad      | RSS Ucraina | Kirovohrad    | 5° nel Girone 1 ucraino di Klass B                                            |

#### Classifica finale
| Pos. | Squadra                | Pt | G  | V  | N  | P  | GF | GS | DR  |
| ---- | ---------------------- | -- | -- | -- | -- | -- | -- | -- | --- |
| 1.   | Čornomorec'            | 57 | 34 | 26 | 5  | 3  | 66 | 23 | +43 |
| 2.   | Lokomotyv Vinnycja     | 50 | 34 | 21 | 8  | 5  | 56 | 27 | +29 |
| 3.   | Zvezda Kirovohrad      | 43 | 34 | 18 | 7  | 9  | 71 | 39 | +32 |
| 4.   | SKA Leopoli            | 42 | 34 | 17 | 8  | 9  | 42 | 30 | +12 |
| 5.   | Desna Černihiv         | 39 | 34 | 13 | 13 | 8  | 50 | 49 | +1  |
| 6.   | Polіssja Žytomyr       | 34 | 34 | 13 | 8  | 13 | 47 | 41 | +6  |
| 7.   | Sudostroitel' Mykolaïv | 34 | 34 | 13 | 8  | 13 | 49 | 48 | +1  |
| 8.   | Dynamo Chmel'nyc'kyj   | 33 | 34 | 13 | 7  | 14 | 47 | 45 | +2  |
| 9.   | Avangard Černivci      | 32 | 34 | 11 | 10 | 13 | 50 | 53 | -3  |
| 10.  | Kolchoznik Rivne       | 32 | 34 | 13 | 6  | 15 | 57 | 61 | -4  |
| 11.  | Verchovina Užhorod     | 31 | 34 | 11 | 9  | 14 | 28 | 41 | -13 |
| 12.  | Spartak Stanislav      | 31 | 34 | 13 | 5  | 16 | 48 | 64 | -16 |
| 13.  | Majak Cherson          | 30 | 34 | 10 | 10 | 14 | 33 | 39 | -6  |
| 14.  | Avangard Ternopol      | 30 | 34 | 12 | 6  | 16 | 46 | 52 | -6  |
| 15.  | Arsenal Kiev           | 29 | 34 | 10 | 9  | 15 | 49 | 45 | +4  |
| 16.  | Kolchoznik Čerkasy     | 28 | 34 | 9  | 10 | 15 | 25 | 47 | -22 |
| 17.  | Neftyanik Drohobyč     | 19 | 34 | 6  | 7  | 21 | 27 | 63 | -36 |
| 18.  | Volyn'                 | 18 | 34 | 5  | 8  | 21 | 33 | 57 | -24 |

#### Risultati
|                       | Cor  | LoV  | ZvK  | SKL  | DeC  | PoZ  | SuN  | DCh  | AvC  | KoR  | VeU  | SpS  | MaC  | AvT  | AKi  | KoC  | NeD  | Vol  |
| --------------------- | ---- | ---- | ---- | ---- | ---- | ---- | ---- | ---- | ---- | ---- | ---- | ---- | ---- | ---- | ---- | ---- | ---- | ---- |
| Čornomorec'           | –––– | 2-1  | 2-1  | 1-0  | 2-0  | 3-0  | 3-1  | 1-0  | 3-0  | 2-0  | 4-0  | 3-0  | 1-1  | 1-0  | 2-1  | 3-1  | 2-1  | 3-0  |
| Lokomotyv Vinnycja    | 3-2  | –––– | 4-0  | 1-0  | 1-1  | 0-0  | 1-0  | 4-2  | 3-1  | 3-0  | 2-0  | 1-0  | 1-0  | 1-0  | 2-1  | 1-2  | 3-0  | 4-1  |
| Zvevda Kirovohrad     | 0-0  | 2-0  | –––– | 0-0  | 1-4  | 1-0  | 3-0  | 0-0  | 2-2  | 2-0  | 3-0  | 8-1  | 3-0  | 5-1  | 2-1  | 6-0  | 3-0  | 2-0  |
| SKA Leopoli           | 0-1  | 0-0  | 2-1  | –––– | 1-1  | 2-1  | 2-0  | 3-0  | 4-1  | 1-1  | 1-0  | 3-1  | 2-1  | 2-3  | 3-1  | 0-1  | 0-0  | 3-1  |
| Desna Černihiv        | 0-5  | 2-2  | 2-3  | 2-1  | –––– | 2-0  | 2-2  | 3-0  | 1-6  | 3-3  | 1-0  | 3-1  | 2-1  | 2-3  | 1-1  | 2-2  | 2-0  | 1-0  |
| Polіssja Žytomyr      | 0-1  | 1-3  | 4-0  | 3-0  | 0-0  | –––– | 2-2  | 0-0  | 1-1  | 1-2  | 2-0  | 3-1  | 3-1  | 2-1  | 1-2  | 0-1  | 5-1  | 3-2  |
| Sudostroitel Nikolaev | 0-0  | 2-1  | 0-4  | 3-0  | 1-2  | 3-0  | –––– | 2-1  | 3-0  | 4-2  | 0-1  | 3-2  | 0-0  | 1-0  | 1-1  | 1-0  | 4-2  | 3-2  |
| Dynamo Chmel'nyc'kyj  | 3-1  | 1-2  | 0-0  | 2-3  | 3-3  | 0-2  | 1-0  | –––– | 2-0  | 3-0  | 2-0  | 0-1  | 3-0  | 3-1  | 2-1  | 1-0  | 1-0  | 5-2  |
| Avangard Chernovtsy   | 1-2  | 0-0  | 0-4  | 0-0  | 0-2  | 2-2  | 2-1  | 5-1  | –––– | 3-1  | 1-2  | 4-2  | 1-0  | 1-1  | 0-0  | 0-0  | 3-1  | 1-0  |
| Kolchoznik Rivne      | 2-4  | 1-2  | 2-1  | 0-1  | 6-2  | 4-0  | 1-0  | 2-2  | 1-4  | –––– | 2-0  | 2-3  | 3-2  | 2-1  | 1-1  | 4-2  | 4-1  | 3-1  |
| Verchovina Užhorod    | 4-2  | 0-0  | 1-1  | 0-0  | 1-0  | 2-1  | 2-4  | 3-2  | 1-0  | 1-2  | –––– | 1-1  | 0-0  | 0-1  | 2-0  | 0-0  | 1-0  | 2-0  |
| Spartak Stanislav     | 1-3  | 1-1  | 0-2  | 1-0  | 0-1  | 2-1  | 2-1  | 2-1  | 2-2  | 1-2  | 3-0  | –––– | 1-0  | 0-2  | 2-1  | 3-0  | 3-0  | 2-2  |
| Majak Cherson         | 0-2  | 2-2  | 1-0  | 0-0  | 2-2  | 0-1  | 2-1  | 0-0  | 2-4  | 0-0  | 0-0  | 1-0  | –––– | 4-1  | 2-0  | 4-0  | 3-0  | 1-0  |
| Avangard Ternopol     | 0-0  | 1-2  | 2-2  | 1-2  | 0-1  | 0-1  | 1-0  | 0-0  | 4-1  | 1-0  | 4-2  | 6-2  | 3-1  | –––– | 1-5  | 0-0  | 0-0  | 2-1  |
| Arsenal Kiev          | 0-1  | 0-1  | 5-3  | 0-1  | 0-0  | 1-5  | 1-1  | 2-0  | 2-0  | 1-1  | 2-1  | 5-1  | 0-1  | 2-3  | –––– | 2-0  | 5-0  | 1-1  |
| Kolchoznik Čerkasy    | 0-0  | 0-2  | 2-1  | 0-1  | 0-0  | 0-1  | 2-2  | 0-2  | 0-2  | 2-0  | 0-0  | 0-0  | 0-0  | 2-1  | 2-1  | –––– | 3-1  | 3-0  |
| Neftyanik Drohobyč    | 1-2  | 1-0  | 1-2  | 1-2  | 1-0  | 1-1  | 1-1  | 1-4  | 1-1  | 2-1  | 0-1  | 1-3  | 3-0  | 2-0  | 1-3  | 2-0  | –––– | 0-0  |
| Volyn'                | 1-2  | 1-2  | 2-3  | 1-2  | 0-0  | 0-0  | 1-2  | 1-0  | 2-1  | 4-1  | 0-0  | 1-3  | 0-1  | 2-1  | 0-0  | 4-0  | 0-0  | –––– |

### Girone 2

#### Squadre partecipanti
| Squadra                   | Repubblica  | Città           | Stagione precedente                                                              |
| ------------------------- | ----------- | --------------- | -------------------------------------------------------------------------------- |
| Avanhard Kramators'k      | RSS Ucraina | Kramatorsk      | 7° nel Girone 2 ucraino di Klass B                                               |
| Avangard Krivoj Rog       | RSS Ucraina | Kryvyj Rih      | 17° nel Girone 2 ucraino di Klass B                                              |
| Avangard                  | RSS Ucraina | Sinferopoli     | 11° nel Girone 2 ucraino di Klass B                                              |
| Avanhard Sumy             | RSS Ucraina | Sumy            | 14° nel Girone 2 ucraino di Klass B                                              |
| Avangard Žëltye Vody      | RSS Ucraina | Žëltye Vody     | 5° nel Girone 2 ucraino di Klass B                                               |
| Azovstal' Ždanov          | RSS Ucraina | Ždanov          | 9° nel Girone 2 ucraino di Klass B, col nome di Azovstal                         |
| Chimik Dnipropetrovs'k    | RSS Ucraina | Dnipropetrovs'k | 15° nel Girone 2 ucraino di Klass B                                              |
| Chimik Sjevjerodonec'k    | RSS Ucraina | Sjevjerodonec'k | 12° nel Girone 2 ucraino di Klass B                                              |
| Kolchoznik Poltava        | RSS Ucraina | Poltava         | 13° nel Girone 2 ucraino di Klass B                                              |
| Lokomotiv Stalino         | RSS Ucraina | Stalino         | 4° nel Girone 2 ucraino di Klass B                                               |
| Metallurg Dnipropetrovs'k | RSS Ucraina | Dnipropetrovs'k | 8° nel Girone 2 ucraino di Klass B                                               |
| Metalurh Zaporižžja       | RSS Ucraina | Zaporižžja      | 1° nel Girone 2 ucraino di Klass B, vince lo spareggio ucraino, perde i play-off |
| Šachtar Horlivka          | RSS Ucraina | Horlivka        | 10° nel Girone 2 ucraino di Klass B                                              |
| Šachtar Kadiïvka          | RSS Ucraina | Kadievka        | 18° nel Girone 2 ucraino di Klass B                                              |
| SKA Kiev                  | RSS Ucraina | Kiev            | Non iscritta al campionato                                                       |
| SKA Odessa                | RSS Ucraina | Odessa          | 2° nel Girone 2 ucraino di Klass B                                               |
| SKF Sebastopoli           | RSS Ucraina | Sebastopoli     | 6° nel Girone 2 ucraino di Klass B                                               |
| Torpedo Charkiv           | RSS Ucraina | Charkiv         | 19° nel Girone 2 ucraino di Klass B                                              |
| Trudovi Rezervy Luhans'k  | RSS Ucraina | Luhans'k        | 3° nel Girone 2 ucraino di Klass B                                               |

#### Classifica finale
| Pos. | Squadra                   | Pt | G  | V  | N  | P  | GF | GS | DR  |
| ---- | ------------------------- | -- | -- | -- | -- | -- | -- | -- | --- |
| 1.   | SKA Odessa                | 54 | 36 | 23 | 8  | 5  | 68 | 26 | +42 |
| 2.   | Trudovi Rezervy Luhans'k  | 51 | 36 | 22 | 7  | 7  | 56 | 23 | +33 |
| 3.   | Avangard Žëltye Vody      | 44 | 36 | 16 | 12 | 8  | 41 | 30 | +11 |
| 4.   | Metalurh Zaporižžja       | 42 | 36 | 15 | 12 | 9  | 50 | 37 | +13 |
| 5.   | Avangard                  | 39 | 36 | 14 | 11 | 11 | 43 | 38 | +5  |
| 6.   | Šachtar Horlivka          | 38 | 36 | 13 | 12 | 11 | 47 | 46 | +1  |
| 7.   | Chimik Sjevjerodonec'k    | 38 | 36 | 14 | 10 | 12 | 31 | 39 | -8  |
| 8.   | SKF Sebastopoli           | 37 | 36 | 12 | 13 | 11 | 56 | 46 | +10 |
| 9.   | Kolchoznik Poltava        | 36 | 36 | 12 | 12 | 12 | 40 | 39 | +1  |
| 10.  | Avanhard Sumy             | 36 | 36 | 10 | 16 | 10 | 37 | 44 | -7  |
| 11.  | Azovstal' Ždanov          | 34 | 36 | 11 | 12 | 13 | 36 | 37 | -1  |
| 12.  | SKA Kiev                  | 33 | 36 | 11 | 11 | 14 | 45 | 41 | +4  |
| 13.  | Lokomotiv Stalino         | 33 | 36 | 11 | 11 | 14 | 43 | 52 | -9  |
| 14.  | Metallurg Dnipropetrovs'k | 32 | 36 | 11 | 10 | 15 | 35 | 40 | -5  |
| 15.  | Avangard Krivoj Rog       | 30 | 36 | 10 | 10 | 16 | 48 | 52 | -4  |
| 16.  | Šachtar Kadiïvka          | 29 | 36 | 12 | 5  | 19 | 33 | 50 | -17 |
| 17.  | Avanhard Kramators'k      | 28 | 36 | 10 | 8  | 18 | 30 | 47 | -17 |
| 18.  | Torpedo Charkiv           | 25 | 36 | 7  | 11 | 18 | 34 | 56 | -22 |
| 19.  | Chimik Dnipropetrovs'k    | 25 | 36 | 6  | 13 | 17 | 25 | 55 | -30 |

#### Risultati
|                           | SKO  | TRL  | AZV  | MeZ  | AvS  | SaH  | ChS  | SKF  | KoP  | AvS  | AzZ  | SKK  | LoS  | MeD  | AKR  | SaK  | AvK  | ToC  | ChD  |
| ------------------------- | ---- | ---- | ---- | ---- | ---- | ---- | ---- | ---- | ---- | ---- | ---- | ---- | ---- | ---- | ---- | ---- | ---- | ---- | ---- |
| SKA Odessa                | –––– | 2-1  | 1-0  | 3-2  | 3-1  | 1-1  | 6-0  | 1-1  | 1-0  | 5-0  | 1-0  | 1-1  | 2-0  | 1-1  | 3-0  | 4-0  | 5-1  | 3-0  | 2-0  |
| Trudovi Rezervy Luhans'k  | 0-0  | –––– | 0-0  | 2-0  | 1-0  | 2-0  | 1-0  | 3-0  | 2-2  | 0-1  | 2-0  | 2-0  | 2-0  | 2-1  | 3-2  | 4-1  | 3-0  | 5-2  | 4-1  |
| Avangard Žëltye Vody      | 1-2  | 1-3  | –––– | 0-0  | 3-0  | 2-1  | 0-1  | 2-1  | 0-0  | 2-0  | 1-0  | 1-0  | 3-2  | 1-1  | 1-0  | 1-0  | 2-1  | 1-1  | 2-0  |
| Metalurh Zaporižžja       | 1-0  | 1-0  | 1-0  | –––– | 1-2  | 1-1  | 0-1  | 2-1  | 4-2  | 1-1  | 0-0  | 1-1  | 3-0  | 0-0  | 4-1  | 3-1  | 4-0  | 4-2  | 1-1  |
| Avangard Simferopol'      | 0-2  | 0-0  | 1-2  | 1-0  | –––– | 5-1  | 4-0  | 1-1  | 0-1  | 1-1  | 2-2  | 1-0  | 3-2  | 1-0  | 3-1  | 1-0  | 0-0  | 1-0  | 2-1  |
| Šachtar Horlivka          | 2-3  | 1-0  | 1-1  | 1-3  | 3-1  | –––– | 2-0  | 3-0  | 1-0  | 0-1  | 1-1  | 4-2  | 1-1  | 2-2  | 1-1  | 2-0  | 1-1  | 2-1  | 1-0  |
| Chimik Sjevjerodonec'k    | 1-0  | 0-0  | 1-1  | 2-1  | 0-3  | 0-1  | –––– | 0-0  | 0-0  | 0-0  | 2-1  | 1-0  | 0-0  | 0-1  | 2-0  | 2-0  | 3-1  | 2-1  | 2-2  |
| SKF Sebastopoli           | 1-1  | 2-1  | 4-1  | 4-0  | 2-2  | 4-1  | 1-1  | –––– | 2-1  | 1-1  | 2-3  | 0-0  | 3-0  | 2-1  | 3-2  | 2-0  | 1-1  | 0-1  | 3-0  |
| Kolchoznik Poltava        | 1-2  | 1-2  | 1-1  | 0-0  | 0-0  | 1-1  | 2-1  | 1-1  | –––– | 2-0  | 2-0  | 0-2  | 1-0  | 0-2  | 3-1  | 0-0  | 1-0  | 1-1  | 2-0  |
| Avangard Sumy             | 1-1  | 0-1  | 0-0  | 1-0  | 1-1  | 1-1  | 1-1  | 2-1  | 2-3  | –––– | 2-1  | 0-2  | 0-1  | 3-1  | 0-3  | 0-0  | 2-1  | 1-1  | 4-1  |
| Azovstal' Ždanov          | 0-0  | 0-2  | 1-1  | 0-0  | 1-0  | 0-2  | 3-0  | 2-0  | 2-0  | 1-2  | –––– | 0-1  | 2-2  | 1-1  | 3-0  | 1-0  | 1-0  | 0-0  | 1-0  |
| SKA Kiev                  | 0-2  | 0-1  | 0-1  | 4-4  | 1-1  | 1-1  | 0-1  | 2-2  | 1-0  | 2-2  | 1-2  | –––– | 2-2  | 2-0  | 3-2  | 5-1  | 3-0  | 2-0  | 1-2  |
| Lokomotiv Stalino         | 1-0  | 1-0  | 0-1  | 0-0  | 0-2  | 2-2  | 2-3  | 4-3  | 2-2  | 1-3  | 3-0  | 3-1  | –––– | 1-0  | 1-1  | 4-5  | 0-3  | 2-0  | 0-0  |
| Metallurg Dnipropetrovs'k | 3-0  | 2-0  | 0-0  | 0-1  | 2-0  | 2-3  | 0-3  | 2-1  | 1-2  | 0-0  | 2-1  | 0-1  | 2-1  | –––– | 0-0  | 3-0  | 0-1  | 1-0  | 1-0  |
| Avangard Krivoj Rog       | 2-1  | 0-0  | 1-4  | 2-3  | 3-1  | 3-0  | 3-0  | 4-1  | 1-0  | 2-0  | 1-1  | 0-0  | 0-1  | 2-2  | –––– | 1-0  | 1-1  | 1-1  | 5-0  |
| Šachtar Kadievka          | 0-2  | 0-0  | 2-1  | 0-1  | 0-1  | 0-2  | 1-0  | 0-1  | 1-2  | 1-1  | 2-0  | 1-0  | 0-0  | 5-1  | 2-0  | –––– | 1-0  | 1-0  | 3-0  |
| Avanhard Kramators'k      | 1-2  | 2-5  | 0-1  | 1-2  | 0-0  | 1-0  | 1-0  | 0-0  | 1-0  | 1-1  | 0-3  | 1-0  | 1-2  | 2-0  | 2-1  | 3-0  | –––– | 2-0  | 0-0  |
| Torpedo Charkiv           | 2-3  | 0-1  | 2-1  | 0-0  | 3-1  | 1-0  | 1-0  | 0-5  | 3-5  | 1-1  | 1-1  | 0-3  | 0-0  | 0-0  | 1-0  | 1-3  | 1-0  | –––– | 5-0  |
| Chimik Dnipropetrovs'k    | 0-2  | 0-1  | 1-1  | 2-1  | 0-0  | 1-0  | 0-0  | 0-0  | 1-1  | 3-1  | 1-1  | 1-1  | 1-2  | 1-0  | 1-1  | 1-2  | 1-0  | 2-2  | –––– |

### Play-off Ucraini
Tutte le gare di andata si sono disputate il 26 ottobre, tutte quelle di ritorno il 29 ottobre.

#### Spareggio per il 35º posto
| Squadra 1 | Totale | Squadra 2       | Andata | Ritorno |
| --------- | ------ | --------------- | ------ | ------- |
| Volyn'    | 3 - 3  | Torpedo Charkiv | 2 - 0  | 1 - 3   |

#### Spareggio per il 33º posto
| Squadra 1          | Totale | Squadra 2            | Andata | Ritorno |
| ------------------ | ------ | -------------------- | ------ | ------- |
| Neftyanik Drohobyč | 3 - 6  | Avanhard Kramators'k | 2 - 3  | 1 - 0   |

#### Spareggio per il 31º posto
| Squadra 1          | Totale | Squadra 2        | Andata | Ritorno |
| ------------------ | ------ | ---------------- | ------ | ------- |
| Kolchoznik Čerkasy | 1 - 4  | Šachtar Kadiïvka | 0 - 1  | 1 - 3   |

#### Spareggio per il 29º posto
| Squadra 1    | Totale | Squadra 2           | Andata | Ritorno |
| ------------ | ------ | ------------------- | ------ | ------- |
| Arsenal Kiev | 0 - 2  | Avangard Krivoj Rog | 0 - 1  | 0 - 1   |

#### Spareggio per il 27º posto
| Squadra 1         | Totale | Squadra 2                 | Andata | Ritorno |
| ----------------- | ------ | ------------------------- | ------ | ------- |
| Avangard Ternopol | 1 - 3  | Metallurg Dnipropetrovs'k | 0 - 1  | 1 - 2   |

#### Spareggio per il 25º posto
| Squadra 1     | Totale | Squadra 2         | Andata | Ritorno |
| ------------- | ------ | ----------------- | ------ | ------- |
| Majak Cherson | 2 - 4  | Lokomotiv Stalino | 1 - 1  | 1 - 3   |

#### Spareggio per il 23º posto
| Squadra 1         | Totale | Squadra 2 | Andata | Ritorno |
| ----------------- | ------ | --------- | ------ | ------- |
| Spartak Stanislav | 6 - 3  | SKA Kiev  | 3 - 0  | 3 - 3   |

#### Spareggio per il 21º posto
| Squadra 1          | Totale | Squadra 2        | Andata | Ritorno |
| ------------------ | ------ | ---------------- | ------ | ------- |
| Verchovina Užhorod | 0 - 0  | Azovstal' Ždanov | 0 - 0  | 0 - 0   |

#### Spareggio per il 19º posto
| Squadra 1        | Totale | Squadra 2     | Andata | Ritorno |
| ---------------- | ------ | ------------- | ------ | ------- |
| Kolchoznik Rivne | 2 - 3  | Avanhard Sumy | 1 - 1  | 1 - 2   |

#### Spareggio per il 17º posto
| Squadra 1         | Totale | Squadra 2          | Andata | Ritorno |
| ----------------- | ------ | ------------------ | ------ | ------- |
| Avangard Černivci | 3 - 3  | Kolchoznik Poltava | 3 - 2  | 0 - 1   |

#### Spareggio per il 15º posto
| Squadra 1            | Totale | Squadra 2       | Andata | Ritorno |
| -------------------- | ------ | --------------- | ------ | ------- |
| Dynamo Chmel'nyc'kyj | 3 - 5  | SKF Sebastopoli | 1 - 1  | 2 - 4   |

#### Spareggio per il 13º posto
| Squadra 1              | Totale | Squadra 2              | Andata | Ritorno |
| ---------------------- | ------ | ---------------------- | ------ | ------- |
| Sudostroitel' Mykolaïv | 4 - 4  | Chimik Sjevjerodonec'k | 2 - 2  | 2 - 2   |

#### Spareggio per il 11º posto
| Squadra 1        | Totale | Squadra 2        | Andata | Ritorno |
| ---------------- | ------ | ---------------- | ------ | ------- |
| Polіssja Žytomyr | 2 - 5  | Šachtar Horlivka | 1 - 2  | 1 - 3   |

#### Spareggio per il 9º posto
| Squadra 1      | Totale | Squadra 2 | Andata | Ritorno |
| -------------- | ------ | --------- | ------ | ------- |
| Desna Černihiv | 2 - 4  | Avangard  | 0 - 2  | 2 - 2   |

#### Spareggio per il 7º posto
| Squadra 1   | Totale | Squadra 2           | Andata | Ritorno |
| ----------- | ------ | ------------------- | ------ | ------- |
| SKA Leopoli | 2 - 1  | Metalurh Zaporižžja | 0 - 0  | 2 - 1   |

#### Spareggio per il 5º posto
| Squadra 1         | Totale | Squadra 2            | Andata | Ritorno |
| ----------------- | ------ | -------------------- | ------ | ------- |
| Zvezda Kirovohrad | 2 - 1  | Avangard Žëltye Vody | 2 - 1  | 0 - 0   |

#### Spareggio per il 3º posto
| Squadra 1          | Totale | Squadra 2                | Andata | Ritorno |
| ------------------ | ------ | ------------------------ | ------ | ------- |
| Lokomotyv Vinnycja | 2 - 0  | Trudovi Rezervy Luhans'k | 0 - 0  | 2 - 0   |

#### Spareggio per il 1º posto
| Squadra 1   | Totale | Squadra 2  | Andata | Ritorno |
| ----------- | ------ | ---------- | ------ | ------- |
| Čornomorec' | 2 - 1  | SKA Odessa | 2 - 1  | 0 - 0   |

## Zona delle Repubbliche

### Girone 1

#### Squadre partecipanti
| Squadra                 | Repubblica     | Città     | Stagione precedente                                                                |
| ----------------------- | -------------- | --------- | ---------------------------------------------------------------------------------- |
| Banga Kaunas            | RSS Lituana    | Kaunas    | 11° nel Girone 1 delle repubbliche in Klass B                                      |
| Babrujsk                | RSS Bielorussa | Babrujsk  | Non iscritta al campionato                                                         |
| Dinamo Batumi           | RSS Georgiana  | Batumi    | 7° nel Girone 1 delle repubbliche in Klass B                                       |
| Khimik Mogilev          | RSS Bielorussa | Mahilëŭ   | 13° nel Girone 1 delle repubbliche in Klass B                                      |
| Krasnoye Znamya Vicebsk | RSS Bielorussa | Vicebsk   | 12° nel Girone 1 delle repubbliche in Klass B                                      |
| Lokomotiv Gomel         | RSS Georgiana  | Homel'    | 9° nel Girone 1 delle repubbliche in Klass B                                       |
| Lokomotiv Tbilisi       | RSS Georgiana  | Tbilisi   | 1° nel Girone 1 delle repubbliche in Klass B, perde lo Spareggio delle Repubbliche |
| Lori Kirovakan          | RSS Armena     | Kirovakan | 5° nel Girone 1 delle repubbliche in Klass B                                       |
| Nistrul Bender          | RSS Moldava    | Bendery   | 14° nel Girone 1 delle repubbliche in Klass B                                      |
| Piščevik Tiraspol       | RSS Moldava    | Tiraspol  | Non iscritta al campionato                                                         |
| REZ Rīga                | RSS Lettone    | Rīga      | 10° nel Girone 1 delle repubbliche in Klass B                                      |
| Rica Sukhumi            | RSS Georgiana  | Sukhumi   | Non iscritta al campionato                                                         |
| Sel'maš Liepāja         | RSS Lettone    | Liepāja   | Non iscritta al campionato                                                         |
| Širak Leninakan         | RSS Armena     | Leninakan | 3° nel Girone 1 delle repubbliche in Klass B                                       |
| SKF Tallinn             | RSS Estone     | Tallinn   | 16° nel Girone 1 delle repubbliche in Klass B, col nome di Dinamo                  |
| Spartak Brest           | RSS Bielorussa | Brėst     | 15° nel Girone 1 delle repubbliche in Klass B                                      |

#### Classifica finale
|  | Pos. | Squadra                 | Pt | G  | V  | N  | P  | GF | GS | DR  |
|  | ---- | ----------------------- | -- | -- | -- | -- | -- | -- | -- | --- |
|  | 1.   | Lokomotiv Tbilisi       | 47 | 30 | 20 | 7  | 3  | 59 | 24 | +35 |
|  | 2.   | Širak Leninakan         | 39 | 30 | 16 | 7  | 7  | 56 | 28 | +28 |
|  | 3.   | Lokomotiv Gomel         | 36 | 30 | 14 | 8  | 8  | 37 | 24 | +13 |
|  | 4.   | Khimik Mogilev          | 36 | 30 | 14 | 8  | 8  | 45 | 37 | +8  |
|  | 5.   | Lori Kirovakan          | 35 | 30 | 13 | 9  | 8  | 35 | 24 | +11 |
|  | 6.   | Dinamo Batumi           | 35 | 30 | 11 | 13 | 6  | 36 | 28 | +8  |
|  | 7.   | REZ Riga                | 33 | 30 | 13 | 7  | 10 | 54 | 41 | +13 |
|  | 8.   | Krasnoye Znamya Vicebsk | 32 | 30 | 12 | 8  | 10 | 44 | 46 | -2  |
|  | 9.   | Rica Sukhumi            | 29 | 30 | 12 | 5  | 13 | 42 | 35 | +7  |
|  | 10.  | Nistrul Bender          | 26 | 30 | 9  | 8  | 13 | 32 | 50 | -18 |
|  | 11.  | Piščevik Tiraspol       | 24 | 30 | 9  | 6  | 15 | 32 | 53 | -21 |
|  | 12.  | SKF Tallinn             | 23 | 30 | 7  | 9  | 14 | 32 | 50 | -18 |
|  | 13.  | Spartak Brest           | 22 | 30 | 7  | 8  | 15 | 28 | 43 | -15 |
|  | 14.  | Banga Kaunas            | 22 | 30 | 9  | 4  | 17 | 31 | 46 | -15 |
|  | 15.  | Bobruisk                | 21 | 30 | 6  | 9  | 15 | 26 | 46 | -20 |
|  | 16.  | Sel'maš Liepāja         | 20 | 30 | 6  | 8  | 16 | 31 | 48 | -17 |

#### Verdetti
- Lokomotiv Tbilisi ammesso al Girone di play-off promozione / retrocessione.

#### Risultati
|                         | LoT  | SiL  | LoG  | KMo  | LoK  | DiB  | REZ  | KZV  | RiS  | NBe  | PiT  | SKF  | SpB  | BaK  | Bob  | SeL  |
| ----------------------- | ---- | ---- | ---- | ---- | ---- | ---- | ---- | ---- | ---- | ---- | ---- | ---- | ---- | ---- | ---- | ---- |
| Lokomotiv Tbilisi       | –––– | 0-0  | 0-3  | 4-3  | 3-0  | 1-1  | 1-0  | 4-1  | 3-1  | 5-1  | 3-1  | 2-0  | 3-0  | 2-2  | 2-0  | 3-0  |
| Širak Leninakan         | 1-2  | –––– | 3-0  | 5-1  | 1-0  | 2-1  | 2-2  | 5-1  | 3-2  | 2-0  | 5-0  | 3-1  | 1-0  | 5-0  | 4-1  | 2-2  |
| Lokomotiv Gomel         | 1-2  | 2-1  | –––– | 1-0  | 2-0  | 2-0  | 2-1  | 2-0  | 0-0  | 1-1  | 2-1  | 3-0  | 4-1  | 3-0  | 1-0  | 1-0  |
| Khimik Mogilev          | 2-0  | 1-1  | 1-0  | –––– | 1-1  | 3-1  | 2-1  | 2-2  | 2-0  | 5-1  | 3-1  | 3-1  | 1-0  | 1-0  | 0-0  | 1-0  |
| Lori Kirovakan          | 1-1  | 1-1  | 2-1  | 2-2  | –––– | 0-1  | 1-0  | 2-0  | 3-0  | 1-0  | 2-0  | 1-1  | 0-0  | 0-1  | 2-0  | 2-0  |
| Dinamo Batumi           | 0-0  | 0-0  | 1-0  | 4-1  | 1-1  | –––– | 1-3  | 1-0  | 1-0  | 2-2  | 1-1  | 3-1  | 2-0  | 1-0  | 5-2  | 2-1  |
| REZ Rīga                | 1-3  | 0-1  | 0-0  | 1-0  | 1-3  | 2-2  | –––– | 3-0  | 3-1  | 2-1  | 4-1  | 1-2  | 4-1  | 2-0  | 2-2  | 3-3  |
| Krasnoye Znamya Vicebsk | 1-0  | 1-0  | 1-1  | 2-1  | 1-0  | 1-1  | 0-3  | –––– | 0-1  | 2-1  | 3-1  | 1-1  | 3-0  | 3-2  | 5-1  | 5-1  |
| Rica Sukhumi            | 0-1  | 2-0  | 2-0  | 4-0  | 2-4  | 2-0  | 1-1  | 2-2  | –––– | 4-0  | 5-0  | 3-2  | 2-0  | 2-0  | 0-0  | 2-0  |
| Nistrul Bender          | 1-3  | 2-0  | 0-0  | 2-2  | 0-0  | 1-0  | 0-1  | 2-2  | 2-0  | –––– | 2-1  | 2-1  | 2-0  | 1-0  | 2-1  | 1-1  |
| Piščevik Tiraspol       | 1-1  | 2-1  | 2-1  | 1-3  | 0-0  | 1-1  | 3-1  | 2-1  | 1-1  | 2-0  | –––– | 0-2  | 2-1  | 1-0  | 0-1  | 2-0  |
| SKF Tallinn             | 0-3  | 1-3  | 0-0  | 0-1  | 2-0  | 0-0  | 1-3  | 2-2  | 1-0  | 2-1  | 2-2  | –––– | 0-0  | 0-1  | 0-0  | 2-4  |
| Spartak Brest           | 0-3  | 1-2  | 1-1  | 1-0  | 1-0  | 0-0  | 2-2  | 1-1  | 2-1  | 0-1  | 3-1  | 4-0  | –––– | 1-1  | 2-0  | 5-1  |
| Banga Kaunas            | 1-2  | 2-1  | 1-2  | 1-1  | 1-2  | 0-2  | 3-1  | 3-0  | 2-1  | 4-1  | 0-3  | 3-4  | 1-0  | –––– | 0-2  | 0-1  |
| Bobruisk                | 1-1  | 0-0  | 2-0  | 0-0  | 0-2  | 1-1  | 2-3  | 1-2  | 2-0  | 5-1  | 2-1  | 0-2  | 0-0  | 0-1  | –––– | 0-3  |
| Sel'maš Liepāja         | 0-1  | 0-1  | 1-1  | 0-2  | 0-2  | 0-0  | 0-3  | 0-1  | 0-1  | 1-1  | 2-1  | 1-1  | 4-1  | 1-1  | 4-0  | –––– |

### Girone 2

#### Squadre partecipanti
| Squadra                 | Repubblica    | Città      | Stagione precedente                                                                |
| ----------------------- | ------------- | ---------- | ---------------------------------------------------------------------------------- |
| Alga Frunze             | RSS Kirghisa  | Frunze     | 14° nel Girone 2 delle repubbliche in Klass B, col nome di Spartak                 |
| Dinamo Samarcanda       | RSS Uzbeka    | Samarcanda | 16° nel Girone 2 delle repubbliche in Klass B                                      |
| Energetik Stalinabad    | RSS Turkmena  | Aşgabat    | 6° nel Girone 2 delle repubbliche in Klass B                                       |
| Köpetdag Aşgabat        | RSS Turkmena  | Aşgabat    | 11° nel Girone 2 delle repubbliche in Klass B                                      |
| Metallist Džambul       | RSS Kazaka    | Džambul    | Non iscritta al campionato                                                         |
| Metallurg Rustavi       | RSS Georgiana | Rustavi    | 4° nel Girone 2 delle repubbliche in Klass B                                       |
| Metallurg Şımkent       | RSS Kazaka    | Chimkent   | 15° nel Girone 2 delle repubbliche in Klass B, col nome di Enbek                   |
| Nairi Erevan            | RSS Armena    | Erevan     | 6° nel Girone 1 delle repubbliche in Klass B, col nome di Burevestnik              |
| Pamir Leninabad         | RSS Tagika    | Leninabad  | 2° nel Girone 2 delle repubbliche in Klass B                                       |
| Shahter Qaraǵandy       | RSS Kazaka    | Qarağandı  | 12° nel Girone 2 delle repubbliche in Klass B                                      |
| Spartak Baku            | RSS Azera     | Baku       | 3° nel Girone 2 delle repubbliche in Klass B, col nome di Progress                 |
| Spartak Fergana         | RSS Uzbeka    | Fergana    | 5° nel Girone 2 delle repubbliche in Klass B                                       |
| Start Tashkent          | RSS Uzbeka    | Tashkent   | 9° nel Girone 2 delle repubbliche in Klass B, col nome di Mehnat                   |
| Tekstilshchik Kirovabad | RSS Azera     | Kirovabad  | 10° nel Girone 2 delle repubbliche in Klass B                                      |
| Temp Sumqayıt           | RSS Azera     | Sumqayıt   | 7° nel Girone 2 delle repubbliche in Klass B, col nome di Metallurg                |
| T'orp'edo Kutaisi       | RSS Georgiana | Kutaisi    | 1° nel Girone 2 delle repubbliche in Klass B, vince lo Spareggio delle Repubbliche |

#### Classifica finale
|  | Pos. | Squadra                 | Pt | G  | V  | N  | P  | GF | GS | DR  |
|  | ---- | ----------------------- | -- | -- | -- | -- | -- | -- | -- | --- |
|  | 1.   | T'orp'edo Kutaisi       | 46 | 30 | 22 | 2  | 6  | 49 | 23 | +26 |
|  | 2.   | Shahter Qaraǵandy       | 43 | 30 | 17 | 9  | 4  | 56 | 23 | +33 |
|  | 3.   | Metallurg Rustavi       | 41 | 30 | 17 | 7  | 6  | 45 | 33 | +12 |
|  | 4.   | Köpetdag Aşgabat        | 38 | 30 | 17 | 4  | 9  | 52 | 40 | +12 |
|  | 5.   | Nairi Erevan            | 37 | 30 | 16 | 5  | 9  | 55 | 38 | +17 |
|  | 6.   | Tekstilshchik Kirovabad | 35 | 30 | 16 | 3  | 11 | 43 | 43 | +0  |
|  | 7.   | Energetik Stalinabad    | 33 | 30 | 13 | 7  | 10 | 53 | 37 | +16 |
|  | 8.   | Alga Frunze             | 32 | 30 | 14 | 4  | 12 | 47 | 43 | +4  |
|  | 9.   | Metallurg Şımkent       | 30 | 30 | 10 | 10 | 10 | 54 | 53 | +1  |
|  | 10.  | Temp Sumqayıt           | 27 | 30 | 10 | 7  | 13 | 40 | 50 | -10 |
|  | 11.  | Start Tashkent          | 23 | 30 | 10 | 3  | 17 | 27 | 34 | -7  |
|  | 12.  | Pamir Leninabad         | 22 | 30 | 9  | 4  | 17 | 42 | 53 | -11 |
|  | 13.  | Metallist Džambul       | 20 | 30 | 6  | 8  | 16 | 28 | 53 | -25 |
|  | 14.  | Spartak Fergana         | 19 | 30 | 7  | 5  | 18 | 27 | 54 | -27 |
|  | 15.  | Dinamo Samarcanda       | 18 | 30 | 5  | 8  | 17 | 39 | 76 | -37 |
|  | 16.  | Spartak Baku            | 16 | 30 | 7  | 2  | 21 | 22 | 26 | -4  |

#### Verdetti
- Torpedo Kutaisi ammesso al Girone di play-off promozione / retrocessione.

#### Risultati
|                         | ToK   | SaQ   | MeR   | KoA  | NaE   | TeK   | EnS  | AlF   | MeS   | TeS   | StT   | PaL  | MeD   | SpF  | DiS  | SpB   |
| ----------------------- | ----- | ----- | ----- | ---- | ----- | ----- | ---- | ----- | ----- | ----- | ----- | ---- | ----- | ---- | ---- | ----- |
| Torpedo Kutaisi         | ––––  | 1-0   | 1-0   | 4-0  | 2-1   | 1-2   | 3-1  | 1-0   | 4-2   | 2-1   | 1-0   | 1-0  | 4-0   | 4-0  | 4-0  | 2-1   |
| Şaxter Qarağandı        | 2-0   | ––––  | 1-1   | 5-1  | 4-1   | 5-2   | 3-0  | 1-0   | 0-0   | 3-0   | 2-1   | 5-1  | 4-0   | 4-1  | 1-0  | 3-0   |
| Metallurg Rustavi       | 0-0   | 3-1   | ––––  | 2-0  | 1-0   | 0-2   | 2-1  | 0-1   | 6-2   | 4-2   | 1-0   | 2-1  | 3-2   | 1-0  | 4-1  | [ 4 ] |
| Köpetdag Aşgabat        | 1-2   | 1-0   | 3-0   | –––– | 3-0   | 1-1   | 2-0  | 3-2   | 2-1   | 3-1   | 4-1   | 3-1  | 3-1   | 0-0  | 5-0  | [ 4 ] |
| Nairi Erevan            | 1-2   | 1-1   | 4-2   | 3-0  | ––––  | 3-0   | 2-1  | 2-1   | 3-1   | 3-0   | 1-2   | 5-3  | 3-1   | 6-0  | 5-2  | [ 4 ] |
| Tekstilshchik Kirovabad | 0-2   | 0-0   | 2-0   | 4-2  | 2-1   | ––––  | 2-1  | 1-0   | 2-1   | 0-2   | 0-0   | 0-1  | 2-0   | 3-1  | 4-2  | [ 4 ] |
| Energetik Stalinabad    | 1-0   | 3-3   | 0-0   | 1-1  | 0-0   | 3-0   | –––– | 2-1   | 4-2   | 6-2   | 0-0   | 3-0  | 2-1   | 3-0  | 6-0  | [ 4 ] |
| Alga Frunze             | 0-2   | 2-1   | 1-1   | 2-1  | 2-2   | 4-0   | 2-1  | ––––  | 2-2   | 2-1   | 3-0   | 3-2  | 2-1   | 0-0  | 4-1  | 2-0   |
| Metallurg Şımkent       | 4-1   | 1-1   | 1-1   | 2-3  | 3-1   | 2-1   | 1-2  | 4-2   | ––––  | 3-3   | 2-0   | 3-1  | 0-0   | 4-2  | 1-1  | 4-2   |
| Temp Sumqayıt           | 2-0   | 1-1   | 1-2   | 0-1  | 0-2   | 2-1   | 2-1  | 2-0   | 2-2   | ––––  | 3-0   | 1-1  | 1-1   | 3-2  | 0-0  | 1-0   |
| Start Tashkent          | [ 5 ] | [ 5 ] | [ 5 ] | 1-0  | [ 5 ] | [ 5 ] | 2-1  | 4-1   | 1-0   | 2-1   | ––––  | 2-3  | 1-2   | 4-2  | 2-1  | 0-0   |
| Pamir Leninabad         | 1-2   | 0-0   | 1-2   | 1-3  | 3-0   | 2-4   | 2-3  | 4-1   | 3-1   | 1-1   | 1-2   | –––– | 2-0   | 1-0  | 3-0  | 0-3   |
| Metalist Džambul        | 0-0   | 0-2   | 2-2   | 1-2  | 1-1   | 1-2   | 1-1  | 1-3   | 0-2   | 2-3   | 2-1   | 0-0  | ––––  | 2-1  | 2-4  | 1-0   |
| Spartak Fergana         | 2-0   | 1-2   | 0-0   | 2-1  | 0-2   | 2-1   | 0-4  | 0-2   | 1-1   | 1-0   | [ 6 ] | 1-0  | 0-1   | –––– | 7-1  | 0-1   |
| Dinamo Samarcanda       | 1-3   | 1-1   | 2-3   | 1-1  | 0-1   | 3-1   | 0-0  | 3-2   | 2-2   | 4-2   | 3-1   | 1-3  | 2-2   | 1-1  | –––– | 1-3   |
| Spartak Baku            | [ 4 ] | [ 4 ] | 1-2   | 1-2  | 1-1   | 1-4   | 3-2  | [ 4 ] | [ 4 ] | [ 4 ] | [ 4 ] | 1-0  | [ 4 ] | 2-0  | 2-1  | ––––  |